# Einar Hille
Einar Hille   (Nova York, 28 de juny de 1894 - La Jolla, 12 de febrer de 1980) va ser un matemàtic nord-americà.

## Vida i Obra
Hille va néixer a Nova York, però els seus pares d'origen suec es van separar abans de néixer i la mare se'n va anar a viure a Estocolm amb el seu fill. Hille no va conèixer el seu pare fins al 1937. El seu cognom original, Heuman, també es va modificar per un error mai resolt. Hille va estudiar a la universitat d'Estocolm en la qual es va graduar en matemàtiques el 1914 tot i que va començar estudiant química. Després de dos anys a l'exèrcit suec per la Primera Guerra Mundial, va obtenir el doctorat el 1918 a Estocolm sota la direcció de Marcel Riesz.
El 1920, després de donar classes durant dos anys a la universitat d'Estocolm, va obtenir una beca per la universitat Harvard on va estar fins al 1922 en que va passar a la universitat de Princeton. El 1926 va obtenir una beca per anar a Göttingen, Estocolm i Copenhaguen. El 1933 va ser nomenat professor de la universitat Yale on va romandre fins a la seva jubilació el 1962. Després de retirar-se va ser professor visitant de diverses universitats arreu dels Estats Units, a New Haven, a New Mexico, a Oregon i a Irvine (Califòrnia).
Els seus treballs més importants van ser en el camp de la teoria dels semigrups. Va publicar dotze llibres de text i més de cent articles científics.